# Ca la Xica Xacó
Ca la Xica Xacó és una masia de Súria (Bages) protegida com a Bé Cultural d'Interès Local.

## Descripció
Construcció situada al costat nord de la carretera BP-4313 en direcció a Balsareny. Es tracta d'una edificació de planta quadrangular amb annexos al costat del cos principal. Té dos pisos i golfes amb coberta a doble vessant. Els paraments es troben arrebossats i destaca a la façana lateral una doble finestra coberta amb arcs de mig punt al lloc més alt de les golfes.